# Tomáš Holubec
Tomáš Holubec (* 11. Januar 1976 in Jilemnice) ist ein ehemaliger tschechischer Biathlet.
Tomáš Holubec betreibt seit 1989 Biathlon. Der Wartungstechniker aus Valterice startet für den SKP Jablonex. Er wird von Milan Janoušek trainiert.
Holubec debütierte 1996 in Pokljuka im Weltcup. Sein erstes Rennen war ein Sprint, den er als 52. beendete. Höhepunkt seiner ersten Saison war die Teilnahme an den Biathlon-Weltmeisterschaften 1997, wo er 74. im Sprint wurde. 2000 konnte er in Antholz als Sprint-25. erstmals Weltcuppunkte sammeln. In Hochfilzen gewann er mit Zdeněk Vítek, Ivan Masařík und Petr Garabík in der tschechischen Staffel einen Staffelweltcup. 2002 startete er im Sprint (32.) und in der Verfolgung (45.) bei den Olympischen Spielen in Salt Lake City. In Oberhof erreichte er als Elfter im Sprint im Rahmen der Biathlon-Weltmeisterschaften 2004 sein bis dahin bestes Weltcup-Ergebnis. 2006 folgte ein weiter Start bei Olympischen Spielen, in Turin trat er im Einzel an und wurde 33. In der Saison 2011/12 konnte Holubec beim Weltcup in Hochfilzen mit Platz neun sein bislang bestes Resultat im Rahmen des Weltcups erreichen.

## Biathlon-Weltcup-Platzierungen
Die Tabelle zeigt alle Platzierungen (je nach Austragungsjahr einschließlich Olympische Spiele und Weltmeisterschaften).
- 1.–3. Platz: Anzahl der Podiumsplatzierungen
- Top 10: Anzahl der Platzierungen unter den ersten zehn (einschließlich Podium)
- Punkteränge: Anzahl der Platzierungen innerhalb der Punkteränge (einschließlich Podium und Top 10)
- Starts: Anzahl gelaufener Rennen in der jeweiligen Disziplin

| Platzierung                      | Einzel | Sprint | Verfolgung | Massenstart | Team | Staffel | Gesamt |
| -------------------------------- | ------ | ------ | ---------- | ----------- | ---- | ------- | ------ |
| 1. Platz                         |        |        |            |             |      | 1       | 1      |
| 2. Platz                         |        |        |            |             |      |         |        |
| 3. Platz                         |        |        |            |             |      |         |        |
| Top 10                           |        |        |            |             | 2    | 19      | 21     |
| Punkteränge                      | 9      | 23     | 14         | 1           | 2    | 32      | 81     |
| Starts                           | 36     | 94     | 48         | 1           | 2    | 32      | 213    |
| Stand: nach der Saison 2009/2010 |        |        |            |             |      |         |        |

## Weblink
- Tomáš Holubec in der Datenbank der IBU (englisch)

| Personendaten    | Personendaten          |
| ---------------- | ---------------------- |
| NAME             | Holubec, Tomáš         |
| ALTERNATIVNAMEN  | Holubec, Tomas         |
| KURZBESCHREIBUNG | tschechischer Biathlet |
| GEBURTSDATUM     | 11. Januar 1976        |
| GEBURTSORT       | Jilemnice              |